# Tim Roth
Simon Timothy "Tim" Roth, född 14 maj 1961 i Dulwich i London, är en brittisk skådespelare och regissör, känd bland annat från De hänsynslösa och Pulp Fiction. Han oscarnominerades för sin roll i filmen Rob Roy.
Roth blev först erbjuden att spela Severus Snape i Harry Potter-filmerna men han avböjde rollen då han valde att medverka i Apornas planet istället.

## Filmografi
- 1983 – Under tiden
- 1984 – The Hit
- 1987 – Förvandlingen (TV-film)
- 1988 – En annan värld
- 1988 – Att döda en präst
- 1989 – Kocken, tjuven, hans fru och hennes älskare
- 1990 – Rosenkrants och Gyllenstjerna är döda
- 1992 – De hänsynslösa
- 1992 – Född på nytt
- 1992 – Förlorat liv
- 1993 – Dödlig mardröm
- 1993 – Kroppar, vila och rörelse
- 1993 – Mörkrets hjärta
- 1994 – Captives
- 1994 – Little Odessa
- 1994 – Pulp Fiction
- 1995 – Four Rooms
- 1995 – Rob Roy
- 1996 – Alla säger I Love You
- 1996 – No Way Home
- 1997 – Hoodlum
- 1997 – Hopp om livet
- 1997 – Lögnare
- 1998 – Pianisten
- 1999 – The War Zone (endast regi)
- 2000 – Vatel
- 2000 – The Million Dollar Hotel
- 2001 – Apornas planet
- 2004 – Silver City
- 2005 – Dark Water
- 2005 – Don't Come Knocking
- 2006 – Even Money
- 2007 – Funny Games U.S.
- 2007 – Virgin Territory
- 2008 – The Incredible Hulk
- 2009–2011 – Lie to Me (TV-serie) (även produktion)
- 2012 – Bedragaren
- 2012 – Broken
- 2014 – Grace of Monaco
- 2014 – Selma
- 2014 – United Passions
- 2015 – The Hateful Eight
- 2016 – Rillington Place (TV-serie)
- 2017 – Twin Peaks (TV-serie)
- 2021 – Bergman Island
- 2022 – She-Hulk: Attorney at Law (TV-serie)